# Richard Bellia
Richard Bellia est un photographe français, né le 18 janvier 1962 à Longwy. Il est spécialisé dans les clichés de musiciens depuis 1980.

## Biographie

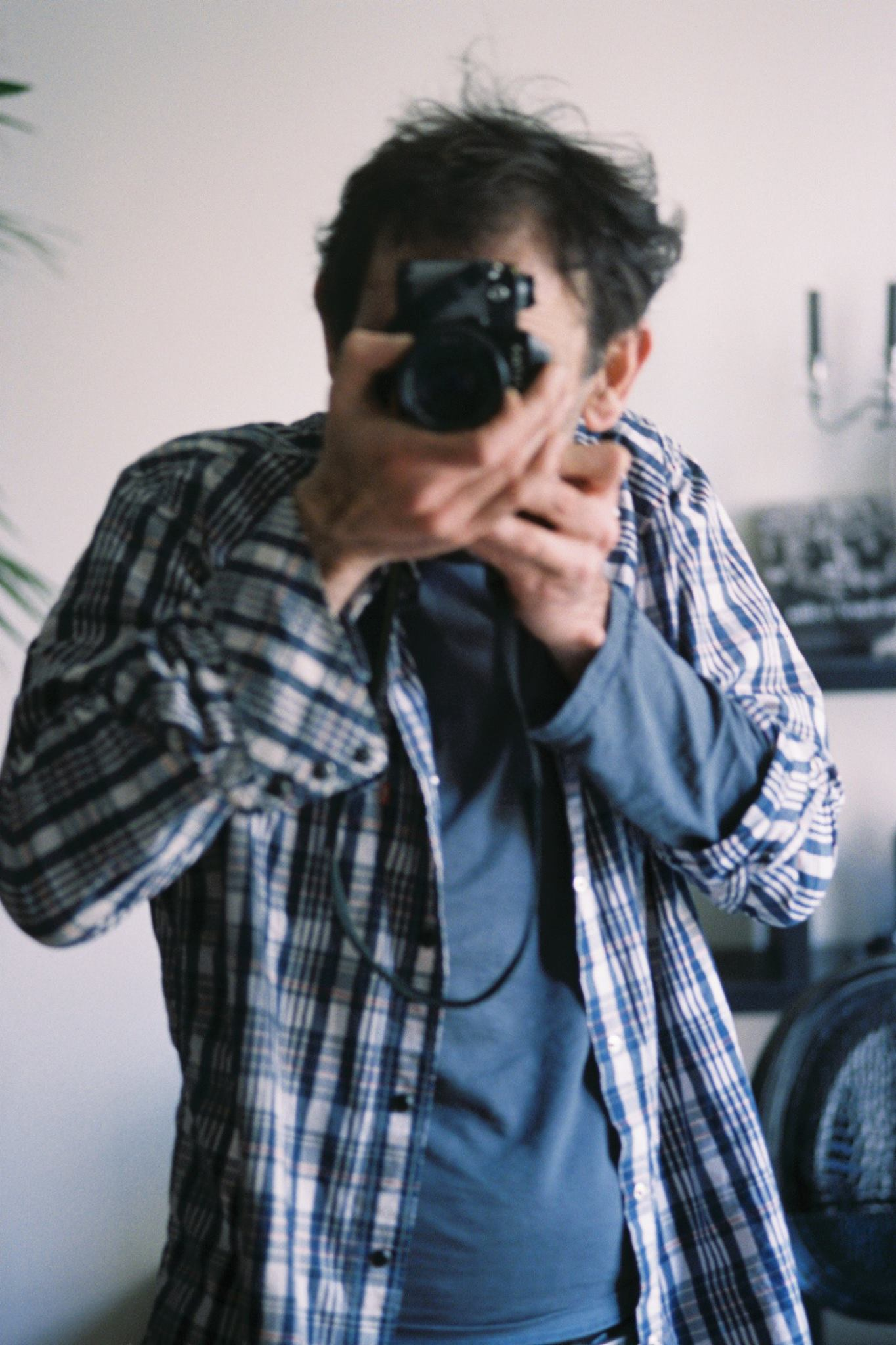
Autoportrait en couleur de Richard Bellia en 2015.

Richard Bellia est né à Longwy en 1962. À la fin des années 1970, il écoute Jean-Bernard Hebey sur RTL, grâce auxquels il découvre Alain Bashung, The Cure, The Police, The Clash. En 1978, il assiste à son premier concert, celui du groupe Téléphone à Nancy. 
Lycéen, il apprend les rudiments de la photographie au club photo de son lycée et à la MJC locale. Il achète son premier appareil photographique en 1980 et fait ses premières images durant un concert du groupe The Cure. Sa première photographie publiée paraît dans Santiag, un fanzine réalisé entre autres par Denis Robert.  
Ses premières photographies publiées à titre professionnel, dans Le Républicain lorrain, en 1984, montrent les groupes lorrains sélectionnés au Printemps de Bourges. Il exerce d’abord en Lorraine, au Luxembourg et en Belgique où il assiste à de très nombreux concerts et festivals, puis dans toute la France.  
En 1985, il professionnalise sa démarche et part s’installer à Londres où la scène rock est plus active qu'en France. Il y travaille pour plusieurs journaux anglais comme Melody Maker, New Musical Express mais également pour des publications françaises comme le quotidien Libération, Les Inrockuptibles ou Best.
En 1992, il quitte Londres, puis vit alors un peu partout en Europe, notamment à Munich, à Prague où il organise des voyages en bus avec 4A, et en Suisse où il devient animateur pour la radio Couleur 3. 
En 2007, il auto-édite son premier ouvrage Un œil sur la musique. 1982 - 2007, un recueil de textes et de photos autour de la musique
Il expose ses photos en Europe (France, Belgique, Suisse, Géorgie, Grèce, Irlande, Angleterre) et aux États-Unis et au Japon.[réf. nécessaire]
Il travaille presque exclusivement en argentique (24x36 et moyen format, essentiellement en noir et blanc).
En 2011, il dépose le nom « rock and roll » à l’Institut national de la propriété industrielle,,.
En novembre 2016, il publie en autoédition une nouvelle version d'Un œil sur la musique de 800 pages, dans un format à l'italienne,.
En juin 2020 il organise une exposition dans son village natal documentant le confinement qu'il y a vécu.
En septembre 2021, invité sur Radio Nova pour présenter une de ses expositions, il affirme en direct s'être « fait voler sa vie » en étant utilisé sans son accord comme personnage principal dans une bande dessinée sur Radio LCA éditée chez Futuropolis.

## Expositions
- Du 19/06/2020 au 30/07/2020 - Lexy, barbier Le Repère, exposition Confinement, une quarantaine de photos par Richard Bellia[11]
- Du 25/07/2019 au 08/09/2019 - Tokyo (Japon), Galerie agnès b[13].
- Du 16/11/2018 au 02/01/2019 - Longlaville, espace Jean Ferrat, exposition consacrée à la musique et aux artistes photographiés par Richard Bellia
- Du 14/06/2018 au 09/07/2018 - Londres, exposition consacrée à The Cure, boutique Agnès b. Covent Garden
- Du 10/11/2016 au 26/06/2017 - Lille - Partenariat artistique avec l’Aéronef
- Du 08/01/2015 au 07/02/2015 - Rouen - Centre André-Malraux, exposition English Rock
- Du 07/10/2014 au 27/10/2014 - Londres - Hotel Pullman Saint Pancras
- Du 17/09/2014 au 30/10/2014 - Lyon - Cinéma Le Comœdia
- Du 06/06/2014 au 08/06/2014 - Lourmarin - Festival Yeah !
- Du 11/04/2014 au 04/05/2014 - New York - Agnès b. Howard Str
- Du 15/04/2013 au 25/07/2013 - Paris - Café de la Danse
- Du 15/05/2012 au 27/05/2012 - Saint-Brieuc - Festival Art Rock
- Du 11/03/2012 au 30/05/2012 - La Rochelle - La Sirène
- Du 18/01/2012 au 03/04/2012 - Lyon - Le Transbordeur
- Du 05/05/2011 au 20/05/2011 - York. Langwith College, université d'York, Heslington. R-U
- Du 10/03/2011 au 23/04/2011 - Lausanne - Les Docks - Suisse
- Du 07/12/2010 au 17/12/2010 - Fontenay-sous-Bois - Festival Les Aventuriers
- Du 05/11/2010 au 20/11/2010 - Guebwiller. Couvent des Dominicains
- Du 03/10/2010 au 14/11/2010 - Tbilissi, Géorgie. Maison de l'Europe, 1, Freedom Square
- Du 27/08/2010 au 29/08/2010 - Paris - Festival Rock en Seine 2010 - Quarante tirages grand format
- Du 15/05/2009 au 15/06/2009 - Lausanne - Le Romandie
- Du 09/05/2009 au 07/06/2009[14] - Les Dinosaures du rock à l’Archéoforum - Liège (BEL)
- Du 28/04/2009 au 19/05/2009[15] - Nuits Sonores - Lyon (Rhône)
- Du 06/03/2009 au 03/05/2009 - Chicago - Th!nk Art Salon - Festival Cimmfest
- Du 17/11/2008 au 19/12/2008 - La Coopérative de Mai - Clermont-Ferrand (Puy-de-Dôme)
- Du 05/12/2007 au 08/12/2007 - Transmusicales de Rennes - Rennes (Ille-et-Vilaine)
- Du 21/06/2007 au 23/06/2007 - Festival des Invites - Villeurbanne (Rhône)

## Publications
- Un œil sur la musique. 1982-2007, 2007, 260 p., 2 kg.
- Sex and Rock and Roll 1984-2010, catalogue d'exposition, 70 p.
- Un œil sur la musique. Photographies. 1982-2011, Transmission, 2012, 260 p., 2 kg. (ISBN 978-2954098906) Catalogue réalisé à l'occasion de l'exposition présentée au Transbordeur du 18 janvier au 3 avril 2012

- Un œil sur la musique. Photographies. 1980-2016, Éditions 123 ISO, 2016, 800 p., 5 kg.